# マシュー・ピルキントン
マシュー・ピルキントン（Matthew Pilkington、1701年 – 1774年）は、アイルランド出身のグレートブリテン王国の作家で、画家についての標準的な記述とされる、いわゆる『ピルキントン辞典 (Pilkington's Dictionary)』の著者。

## 経歴
ピルキントンは、1701年にアイルランドのキングズ・カウンティ（King's County：後のオファリー県）バリーボーイに生まれ、詩を書き、聖職者となるべくダブリンのトリニティ・カレッジに学び、古典学で最優秀の成績を収めたスカラー (scholar)となったが、レティティアと結婚した後、ロンドンへ移り、ジョナサン・スウィフトやヘンリー・ウォルポールの知遇を得た。気難しい妻との夫婦関係については、著書で公表されていた。レティティアは後に、その『回顧録 (Memoirs)』によって知られることとなった。
ピルキントンは、歴史的な絵画作品に関心を寄せ、画家の評伝集を『紳士と鑑定家のための画家辞典 (The Gentleman's and Connoisseur's Dictionary of Painters)』と題して出版した。
彼の著作は、様々な形に編集されて流布し、1805年と1810年にはヘンリー・フュースリー（ヨハン・ハインリヒ・フュースリー）によって『画家辞典 (A Dictionary of Painters)』と題して出版され、19世紀には広く『ピルキントン辞典』として知られるようになった。1857年版は、無料ダウンロードが可能になっている。
1784年に取りまとめられたポール・ド・ラパン・ド・トワラ（Paul de Rapin de Thoyras、1661年 – 1725年）の『Impartial History』へのピルキントンの寄稿は、ラパンの生涯を極端に歪曲して伝えているとされた。ピルキントンは、1774年にダブリンで死去した。